# Serra del Castell de Xàtiva
Serra del Castell de Xàtiva este o arie protejată (sit de importanță comunitară — SCI) din Spania întinsă pe o suprafață de 3,29 ha, integral pe uscat.

## Localizare
Centrul sitului Serra del Castell de Xàtiva este situat la coordonatele 38°59′02″N 0°31′09″W / 38.984°N 0.5192°V.

## Înființare
Situl Serra del Castell de Xàtiva a fost declarat sit de importanță comunitară în iulie 2001 pentru a proteja un număr necunoscut de specii din flora spontană și fauna sălbatică aflate în arealul zonei.

## Biodiversitate
Situată în ecoregiunea mediteraneană, aria protejată conține 2 habitate naturale: Pajiști uscate seminaturale și facies de acoperire cu tufișuri pe substraturi calcaroase (Festuco-Brometalia) (* situri importante pentru orhidee), Pante stâncoase calcaroase cu vegetație casmofită.
La baza desemnării sitului se află un număr nedeclarat de specii protejate.
Pe lângă speciile protejate, pe teritoriul sitului au mai fost identificate 3 specii de plante.